# Пристипомы
Пристипомы, или ворчуны, или хрюкальщики (лат. Pomadasys) — род лучепёрых рыб семейства помадазиевых. Включает 34 вида.

## Описание
Тело продолговатой формы, сжатое с боков. Длина от 18 до 75 см. Голова также сжата с боков, притупленная или заострённая. Рот маленький, горизонтальный, губы слегка утолщены. Нижняя челюсть с глубокой продольной канавкой. Чешуя крупная или средняя. В спинном плавнике 11—15 колючих и 12—18 мягких лучей; грудной плавник заострён. Окраска оливково-зелёная и серебристо-оливковая, часто с полосами и пятнами. Глоточные зубы при трении могут издавать скрежет, из-за чего рыб называют «ворчунами» и «хрюкальщиками».

## Распространение
Обитают в тропических и субтропических морях всех океанов. Иногда встречаются и в пресной воде, заходя в устья рек и поднимаясь вверх по течению. Один из видов, P. bayanus, является пресноводным.

## Образ жизни
Встречаются на глубине до 100 м. Иногда разные виды ворчунов образуют общие косяки. Питаются ракообразными, червями, моллюсками, некрупной рыбой.

## Значение
Некоторые виды — ценные промысловые рыбы. Под ошибочным названием «пристипома» известна также рыба-кабан из семейства вепревых рыб, которая в 1970-е годы активно добывалась в Тихом океане на Северо-Западном и Гавайском подводных хребтах.

## Виды
В состав рода включают 34 вида:
- Pomadasys aheneus McKay & J. E. Randall, 1995
- Pomadasys andamanensis McKay & Satapoomin, 1994
- Pomadasys argenteus (Forsskål, 1775)
- Pomadasys argyreus (Valenciennes, 1833)
- Pomadasys auritus (G. Cuvier, 1830)
- Pomadasys bayanus D. S. Jordan & Evermann, 1898
- Pomadasys bipunctatus Kner, 1898
- Pomadasys branickii (Steindachner, 1879)
- Pomadasys commersonnii (Lacépède, 1801)
- Pomadasys crocro (G. Cuvier, 1830)
- Pomadasys empherus W. A. Bussing, 1993
- Pomadasys furcatus (Bloch & J. G. Schneider, 1801)
- Pomadasys guoraca (G. Cuvier, 1829)
- Pomadasys incisus (S. Bowdich, 1825)
- Pomadasys jubelini (G. Cuvier, 1830)[9]
- Pomadasys kaakan (G. Cuvier, 1830)
- Pomadasys laurentino (J. L. B. Smith, 1953)
- Pomadasys macracanthus (Günther, 1864)
- Pomadasys maculatus (Bloch, 1793)
- Pomadasys multimaculatus (Playfair (fr), 1867)
- Pomadasys olivaceus (F. Day, 1875)
- Pomadasys panamensis (Steindachner, 1876)
- Pomadasys perotaei (G. Cuvier, 1830)
- Pomadasys punctulatus (Rüppell, 1838)
- Pomadasys quadrilineatus S. C. Shen & W. W. Lin, 1984
- Pomadasys ramosus (Poey, 1860)
- Pomadasys rogerii (G. Cuvier, 1830)
- Pomadasys schyrii Steindachner, 1900
- Pomadasys striatus (Gilchrist & W. W. Thompson, 1908)
- Pomadasys stridens (Forsskål, 1775)
- Pomadasys suillus (Valenciennes, 1833)
- Pomadasys taeniatus McKay & J. E. Randall, 1995
- Pomadasys trifasciatus Fowler, 1937
- Pomadasys unimaculatus M. C. Tian, 1982